# North Lawrence (Dakota del Sur)
North Lawrence es un territorio no organizado ubicado en el condado de Lawrence en el estado estadounidense de Dakota del Sur. En el Censo de 2010 tenía una población de 5792 habitantes y una densidad poblacional de 7 personas por km².

## Geografía
North Lawrence se encuentra ubicado en las coordenadas 44°26′53″N 103°49′6″O / 44.44806, -103.81833. Según la Oficina del Censo de los Estados Unidos, North Lawrence tiene una superficie total de 826.94 km², de la cual 826.55 km² corresponden a tierra firme y (0.05%) 0.39 km² es agua.

## Demografía
Según el censo de 2010, había 5792 personas residiendo en North Lawrence. La densidad de población era de 7 hab./km². De los 5792 habitantes, North Lawrence estaba compuesto por el 96.27% blancos, el 0.1% eran afroamericanos, el 1.43% eran amerindios, el 0.28% eran asiáticos, el 0.02% eran isleños del Pacífico, el 0.29% eran de otras razas y el 1.61% pertenecían a dos o más razas. Del total de la población el 2.12% eran hispanos o latinos de cualquier raza.